# Gut Petersdorf
Koordinaten: 54° 14′ 6,7″ N, 10° 52′ 4,7″ O

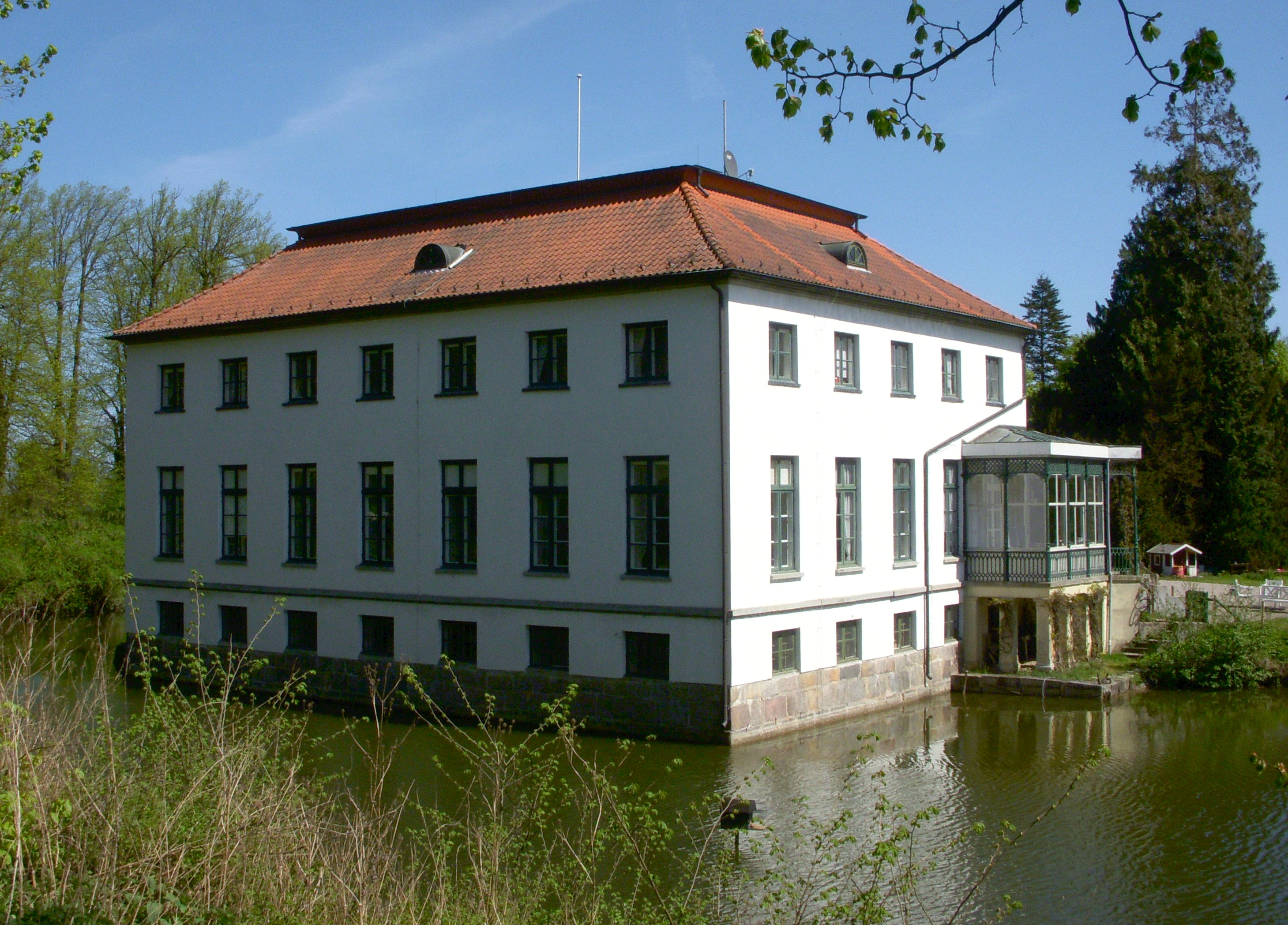
Gut Petersdorf, Herrenhaus und Wassergraben im Mai 2012

Das Gut Petersdorf liegt nördlich der Gemeinde Lensahn im Kreis Ostholstein in Schleswig-Holstein. Petersdorf ging in der ersten Hälfte des 16. Jahrhunderts durch eine Erbteilung aus dem heute nicht mehr existenten Gut Gneningen hervor. Die Gesamtanlage steht unter Denkmalschutz.

## Geschichte

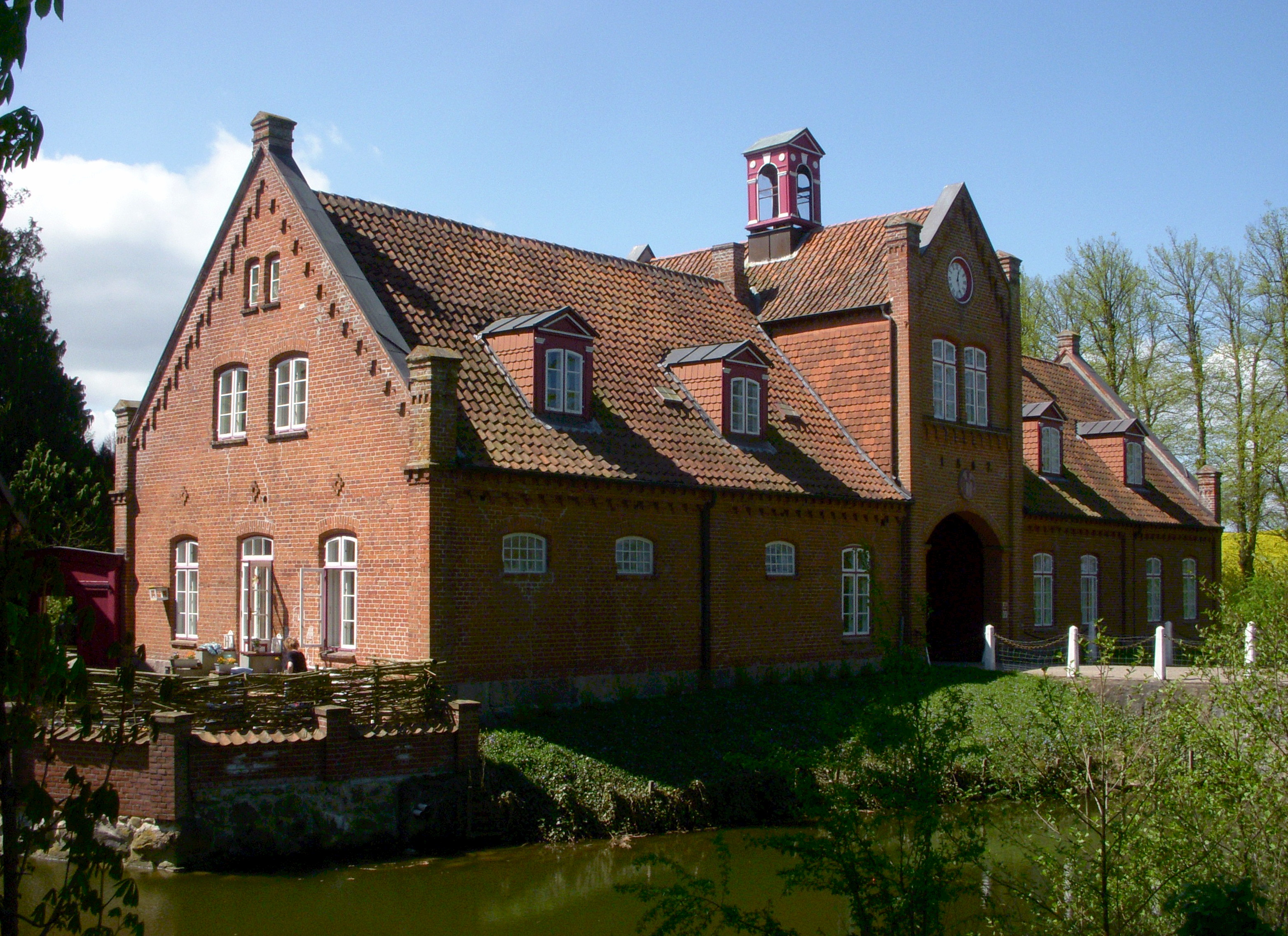
Das Torhaus

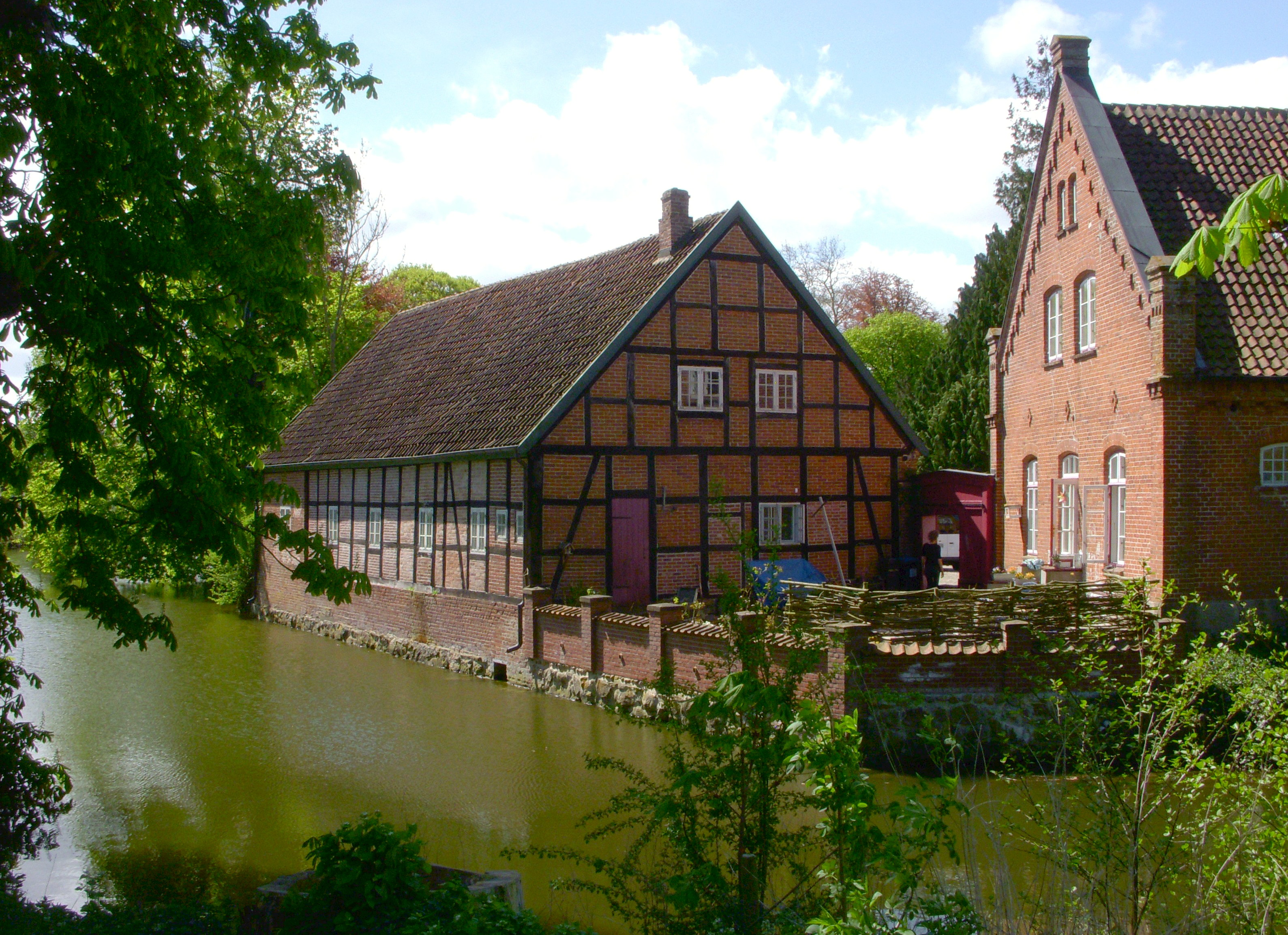
Der Wagenschuppen

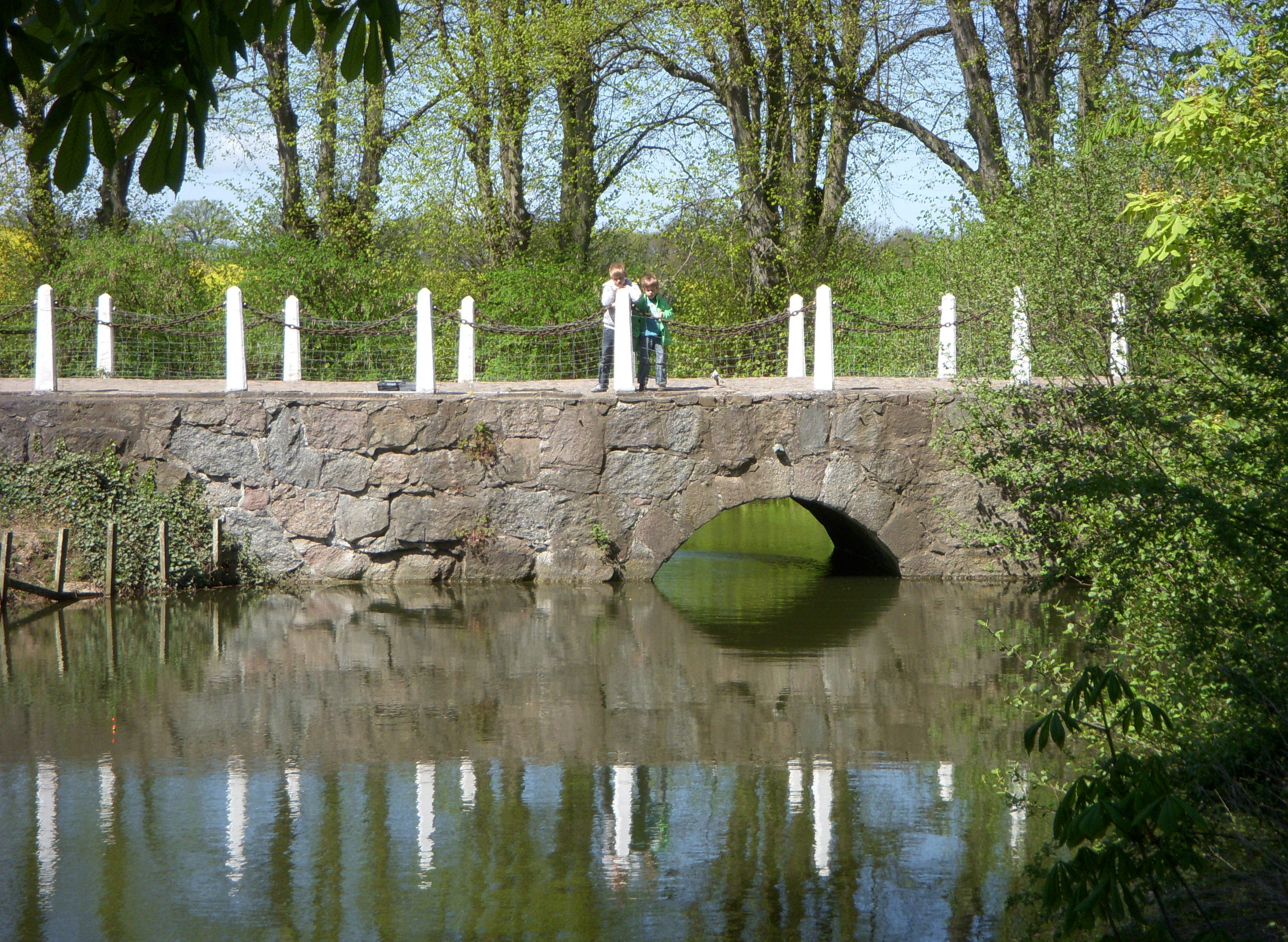
Die nördliche Brücke

Das Gut war von 1459 bis 1642 im Besitz des Uradelsgeschlechts von Pogwisch. Von 1642 bis 1671 war die uradlige Familie von Buchwaldt im Besitz des Gutes. Und ab 1671 die uradlige Familie von Ahlefeld, die Petersdorf bis 1709 besaß. Von 1709 bis 1763 war die adelige Familie von Levetzow Eigentümerin. Detlev Christian von Rumohr († 1813) war von 1803 bis 1806 der Eigentümer. Unter Freiherr Hans Detlef von Hammerstein (Besitzer von 1806 bis 1812) wurde das jetzige Herrenhaus durch den Umbau eines Doppelhauses aus dem 17. Jahrhundert geschaffen, jedoch ging der Eigentümer daran Konkurs. Für die architektonische Gestaltung sorgte Joseph Christian Lillie aus Lübeck.
Lillie entwarf einen klassizistischen Bau von anderthalb Geschossen unter einem Walmdach. Den ansonsten schlichten Bau in hellem Putz zieren auf der Eingangsseite Eckrustika und ein Sandsteinportal flankiert von ionischen Säulen. Unter von Hammerstein wurde auch der Wirtschaftshof verlegt und bekam seinen Zugang über zwei Steinbogenbrücken. In neuerer Zeit wurde das Herrenhaus im Westteil grundlegend umgebaut und saniert. Der alte Hofplatz ist von Wassergräben umgeben, die zu Teichen erweitert wurden. Das Torhaus stammt aus dem Jahre 1867 und ist ein Backsteinbau in neugotischem Stil. Direkt daneben liegt ein Fachwerkbau: der Wagenschuppen.

## Petersdorf heute
Heutiger Besitzer des Gutes Petersdorf ist die Familie von Ludowig, die den Hof 1908 übernommen hat und nun in vierter Generation betreibt. Die Rinderzucht wurde Ende der 1960er Jahre eingestellt. Heute ist das Gut ein reiner Ackerbaubetrieb, wo Raps, Weizen, Wintergerste, Biogasrüben und Mais angebaut werden. Die bewirtschaftete Fläche beträgt ungefähr 400 Hektar. Inklusive Waldfläche beträgt das gesamte Gutsgelände circa 460 Hektar.

## Denkmalschutz
Das Ensemble des Guts Petersdorf steht unter Denkmalschutz. Eingetragene Kulturdenkmale sind:
- Herrenhaus
- Torhaus
- Wagenschuppen
- Eiskeller
- Burginsel mit Burggraben
- Mühlenteich und Umfassungsdämme
- nördliche Brücke
- Landschaftsgarten auf der Burginsel
- westliche Dammallee